# Actinostella
Actinostella is een geslacht van zeeanemonen uit de familie van de Actiniidae.

## Soorten
- Actinostella bradleyi (Verrill, 1869)
- Actinostella californica (McMurrich, 1893)
- Actinostella correae (Schlenz & Belém, 1992)
- Actinostella digitata (McMurrich, 1893)
- Actinostella excelsa (Wassilieff, 1908)
- Actinostella flosculifera (Le Sueur, 1817)
- Actinostella ornata (Verrill, 1869)
- Actinostella radiata (Duchassaing de Fonbressin & Michelotti, 1860)
- Actinostella striata (Wassilieff, 1908)
- Actinostella variabilis (Hargitt, 1911)